# NGC 1547
NGC 1547 est une vaste galaxie spirale barrée relativement éloignée et située dans la constellation de l'Éridan. NGC 1547 a été découverte par l'astronome américain Francis Leavenworth en 1885.

## Caractéristiques
Sa vitesse par rapport au fond diffus cosmologique est de 9 502 ± 11 km/s, ce qui correspond à une distance de Hubble de 140,14 ± 9,81 Mpc (∼457 millions d'al).
À ce jour, six mesures non basées sur le décalage vers le rouge (redshift) donnent une distance de 121,000 ± 6,229 Mpc (∼395 millions d'al), ce qui est légèrement à l'extérieur des valeurs de la distance de Hubble. Notons cependant que c'est avec la valeur moyenne des mesures indépendantes, lorsqu'elles existent, que la base de données NASA/IPAC calcule le diamètre d'une galaxie et qu'en conséquence le diamètre de NGC 1547 pourrait être d'environ 67,9 kpc (∼221 000 al) si on utilisait la distance de Hubble pour le calculer.
La classe de luminosité de NGC 1547 est II-III.